# Christian Karl Wilhelm von Leutsch
Christian Karl Wilhelm von Leutsch (* 26. Februar 1723 in Waltersdorf im Kreis Oels; † 14. Juni 1798 in Ober-Adelsdorf bei Haynau) war ein preußischer Offizier, zuletzt im Rang eines Generalmajors.

## Leben
Christian Karl Wilhelm war Angehöriger des Adelsgeschlechts Leutsch. Seine Eltern waren der Erbherr auf Nieder–Prietzen und Waltersdorf, Christian Albert von Leutsch und Elisabeth Sophie von Poser (* 1698).

### Laufbahn
Leutsch kam 1743 als Gefreiterkorporal in das Dragonerregiment Prinz Louis von Württemberg (Nr. 2) und nahm am Zweiten Schlesischen Krieg, insbesondere den Belagerungen von Prag und Cosel, sowie der Schlacht bei Hohenfriedberg teil. Am 25. März 1745 avancierte er zum Fähnrich, am 10. September 1747 zum Sekondeleutnant und am 24. Juli 1756 zum Premierleutnant. Im Siebenjährigen Krieg nahm er an den Schlachten bei Prag, Kolin, Leuthen, Zorndorf und Torgau teil und wurde am 9. Dezember 1758 zum Stabskapitän befördert. Leutsch durchlief dann die Ränge eines Kapitäns und Eskadronchefs seit 28. Oktober 1767 und eines Majors seit 14. August 1769. Am 2. Februar 1777 wurde er Kommandeur des Dragonerregiment (Nr. 2), war seit 20. Mai 1782 Oberstleutnant und seit 5. Juni 1783 Oberst, bis er am 1. September 1789 als Generalmajor mit 1000 Taler Pension dimittierte.

### Familie
1759 vermählte sich Leutsch in erster Ehe mit Freiin Johanna Henriette Margarethe von Glaubitz, in zweiter Ehe 1770 mit Johanna Julie Karoline von Mauschwitz a.d.H. Nieder-Leisersdorf (1747–1814). Aus beiden Ehen gingen insgesamt acht Kinder hervor.